# 前目駅
前目駅（まえめえき）は、かつて鹿児島県伊佐郡菱刈町前目2790番地（現・伊佐市菱刈前目）に設置されていた、九州旅客鉄道（JR九州）山野線の駅（廃駅）である。山野線の廃止に伴い、1988年（昭和63年）2月1日に廃駅となった。

## 歴史
- 1963年（昭和38年）4月5日：日本国有鉄道（国鉄）の山野線の駅として、同線の菱刈駅 - 湯之尾駅間に開業[1]。旅客のみを取り扱う駅員無配置駅[2]。
- 1987年（昭和62年）4月1日：国鉄分割民営化により、国鉄からJR九州へ継承[1]。
- 1988年（昭和63年）2月1日：山野線の全線廃止に伴い、廃駅となる[1]。

## 駅構造
単式ホーム1面1線を有する地上駅で、無人駅。駅舎はなく、ホーム上に待合所のみを有していた。

## 隣の駅
九州旅客鉄道（JR九州）
山野線
菱刈駅 - 前目駅 - 湯之尾駅